# Emblingia calceoliflora
Emblingia là một chi thực vật hạt kín, chỉ chứa duy nhất 1 loài với danh pháp Emblingia calceoliflora, một loại cây cận cây bụi bò lan có thân thảo, đặc hữu của khu vực Tây Australia. Nó không có họ hàng nào gần và hiện nay nói chung đặt trong họ của chính nó là Emblingiaceae.

## Miêu tả
Loài này là một loại cây bụi nhỏ bò lan thân thảo, sống lâu năm, với các lá đơn có cuống, mọc đối, với sụn ở mép lá. Các hoa mọc đơn lẻ, không cân đối, màu từ trắng, kem, vàng, lục hay hồng. Ra hoa từ tháng 8 tới tháng 11. Nó có quả không dày cùi thịt

## Phân loại
Chi và loài lần đầu tiên được Ferdinand von Mueller công bố năm 1861 trong Fragmenta Phytographiae Australiae, dựa trên mẫu vật do Pemberton Walcott và Augustus Frederick Oldfield thu thập tại khu vực Murchison.
Vị trí của chi này đã từng gây nhiều vấn đề. Nó từng được xếp trong các họ Capparaceae, Sapindaceae, Goodeniaceae và trong hệ thống Cronquist thì coi là thuộc họ Polygalaceae. Năm 1965, Herbert Kenneth Airy Shaw tạo ra họ Emblingiaceae cho chi này,và họ như vậy hiện tại được sử dụng trong các hệ thống phân loại như APG III, APG II, Dahlgren, Reveal, Stevens, Takhtadjan và Thorne. Các phân tích phân tử cũng xác nhận vị trí của họ này trong phần lõi của bộ Brassicales.

## Phân bố và môi trường sống
Là loài đặc hữu của Tây Australia, nó sinh sống trong môi trường cát xám, vàng hay đỏ, trên các bình nguyên cát gợn sóng nhấp nhô tại vùng duyên hải miền tây khu vực này. Nó là phổ biến nhất trong các khu vực địa sinh học như bình nguyên cát Geraldton và Carnarvon, nhưng cũng có tại phía bắc rìa miền tây của Avon Wheatbelt.

## Sinh thái
Hiện tại nó không được coi là nguy cấp.